# Professor Allan
Allan Kardec Pinto Acosta Benitez, mais conhecido como Professor Allan (Cuiabá, 24 de janeiro de 1978), é um professor e político brasileiro, filiado ao Partido Socialista Brasileiro (PSB).
Foi deputado estadual do Mato Grosso e Secretário de Esportes, Cultura e Lazer de Mato Grosso.

## Biografia

### Primeiros anos e formação acadêmica
Natural de Cuiabá, no ensino médio, ingressou na antiga Escola Técnica Federal, atual Instituto Federal de Mato Grosso(IFMT), onde concluiu o ensino técnico em Eletrônica na turma de 1996. Posteriormente, ingressou no curso de Educação Física da Universidade Federal de Mato Grosso (UFMT) se formando no ano de 2000. No ano de 2014, concluiu o mestrado em Estudos de Cultura Contemporânea também pela UFMT, com a dissertação  O Futebol de Várzea como Mediador Cultural na Comunidade de São Gonçalo Beira Rio.
Em 2019, tornou-se doutor em Estudos de Cultura Contemporânea ao defender a tese, O futebol profissional em Mato Grosso: da gênese à Copa do Mundo de 2014, pela UFMT.

### Política
Atuou na Coordenadoria de Projetos Educativos da Secretaria de Estado de Educação do Estado de Mato Grosso onde participava da reorganização dos jogos escolares, desenvolvendo pesquisas e cursos de formação para os profissionais de Educação Física. Foi um dos responsáveis por Cuiabá ser sede das Olimpíadas Estudantis.
Filiado ao Partido dos Trabalhadores (PT), no ano de 2012, foi eleito vereador de Cuiabá. Em 2014, foi candidato à deputado estadual de Mato Grosso, conseguindo a suplência.
Retornou as atividades na Câmara de Cuiabá, onde buscou a reeleição e não obteve êxito, no ano de 2016. No ano de 2018, por divergências com a executiva estadual do PT, Allan anunciou sua desfiliação do partido. Após deixar o PT, filiou-se ao Partido Democrático Trabalhista (PDT), em cerimônia que contou com a presença do deputado estadual, Zeca Viana.
Já no PDT, foi eleito deputado estadual do Mato Grosso, após receber mais de dezoito mil votos. Após assumir o mandato, licenciou-se do mandato em 27 de novembro de 2019, para assumir o cargo de Secretário de Esporte, Cultura e Lazer de Mato Grosso. Após o governo de Mauro Mendes (DEM), aprovar uma reforma previdenciária no estado, Allan ofereceu o cargo, em sinal de desacordo com a política do governador.
Presidente da executiva do PDT no estado, após conversa com Carlos Lupi, deixou a sigla em 2022, para filiar-se em seu terceiro partido, o  Partido Socialista Brasileiro (PSB). Filiado a sigla socialista, disputou uma cadeira na Câmara dos Deputados do Brasil, porém não obteve êxito na disputa.

#### Desempenho eleitoral
| Ano  | Cargo                            | Partido | Votos  | Resultado  | Ref.   |
| ---- | -------------------------------- | ------- | ------ | ---------- | ------ |
| 2012 | Vereador de Cuiabá               | PT      | 2.796  | Eleito     | [ 17 ] |
| 2014 | Deputado estadual de Mato Grosso | PT      | 14.858 | Suplente   | [ 18 ] |
| 2016 | Vereador de Cuiabá               | PT      | 2.609  | Não eleito | [ 19 ] |
| 2018 | Deputado estadual de Mato Grosso | PDT     | 18.629 | Eleito     | [ 20 ] |
| 2022 | Deputado federal por Mato Grosso | PSB     | 43.309 | Não eleito | [ 21 ] |